# Metroid
Metroid (メトロイド?, Metoroido) è un videogioco a piattaforme del 1986 sviluppato e pubblicato da Nintendo per Famicom Disk System. Primo capitolo della serie di videogiochi Metroid, introduce come protagonista la cacciatrice di taglie Samus Aran, che si troverà ad affrontare i Metroid sul pianeta Zebes.
Prodotto da Gunpei Yokoi e diretto da Yoshio Sakamoto, Metroid fu convertito per Nintendo Entertainment System e distribuito in America settentrionale nel 1987. La colonna sonora è composta da Hirokazu Tanaka.
Del videogioco è stato realizzato un remake per Game Boy Advance con il titolo Metroid: Zero Mission. Il gioco ha ricevuto un sequel denominato Metroid II: Return of Samus ed è stato distribuito su Game Boy, Nintendo 3DS, Wii e Wii U tramite Virtual Console.

## Trama

La schermata del titolo

Nell'anno cosmico 2000 viene fondata la Federazione Galattica, un organo politico e militare che coinvolge numerose razze provenienti da diversi pianeti. Tra i compiti della polizia federale vi è quello di fermare le azioni criminose dei Pirati Spaziali, grazie all'aiuto di numerosi cacciatori di taglie.
Nel 20X5 viene scoperta una nuova specie sul pianeta SR-388: i Metroid, creature simili a meduse col potere di risucchiare l'energia vitale dalla preda. Queste creature, create dagli ormai estinti Chozo, divennero l'obiettivo dei Pirati Spaziali, i quali - intenzionati ad usarli come bioarmi - ne portarono alcuni esemplari sul pianeta dei Chozo, Zebes.
La Federazione, dopo alcuni tentativi falliti di fermare i Pirati, mandò la grande cacciatrice di taglie Samus Aran: questi, dopo aver perso in tenera età i genitori per mano dei Pirati Spaziali, fu allevata proprio dai Chozo, che l'addestrarono e le donarono la potente armatura che indossa.
A capeggiare i Pirati, come scoprirà Samus, è l'Intelligenza Artificiale creata dai Chozo per monitorare il pianeta, Cervello Madre, il cui centro di controllo è protetto da un fossato che può essere superato solo alla sconfitta dei generali dei Pirati, Kraid e Ridley (quest'ultimo è colui che uccise i genitori di Samus).
Sconfitti i generali, e recuperati dei potenziamenti per la sua armatura da alcune statue Chozo, Samus si dirige a Tourian (il covo di Cervello Madre). Annientando i Metroid che le ostacolavano la strada, Samus sconfisse il Cervello Madre, che attivò il sistema di autodistruzione di Tourian, costringendo Samus alla fuga, ma la missione era compiuta: i Pirati e i Metroid rubati erano stati fermati. O così sembrava...

## Modalità di gioco

Samus a Brinstar (area tropicale del pianeta Zebes)

In Metroid il giocatore controlla il personaggio Samus Aran sul pianeta Zebes. Nonostante sia uno dei primi videogiochi a non obbligare il giocatore a seguire un percorso lineare, nel gioco l'obiettivo è quello di raggiungere un'area popolata dai Metroid denominata Tourian per sconfiggere Mother Brain, il capo dei Pirati Spaziali. Eliminato l'ultimo boss del gioco sarà presente una sequenza in cui la protagonista dovrà fuggire dal pianeta.
Per accedere a Tourian è necessario sconfiggere i due boss Kraid e Ridley. Una volta sconfitti nell'ordine sarà possibile raggiungere l'ultima area del gioco attivando un ascensore.
Per poter andare avanti nel gioco è indispensabile raccogliere nuovi potenziamenti per la tuta di Samus, messi a disposizione dall'ormai estinta razza dei Chozo, la quale ha cresciuto Samus fin da quando era piccola.
Il salvataggio non era disponibile nella versione per NES e quindi l'unico metodo per ripartire dal punto nel quale si era interrotto il gioco era quello delle password.
Dato la totale libertà di movimento nelle varie aree del gioco, è possibile completarlo in diversi modi, ed è anche possibile non raccogliere per forza tutti i potenziamenti.

## Armi, abilità e potenziamenti
All'interno della fortezza di Zebes vi sono alcune stanze in cui si trova una statua Chozo che tiene in mano una sfera di cristallo. Distruggendola si potranno ottenere dei potenziamenti per le armi o delle abilità.

### Armi
- Raggio Energia: un raggio semplice e corto (Arma predefinita)
- Raggio Lungo: un prolungamento del Raggio Energia che permette di attaccare da una maggiore distanza.
- Raggio Gelo: un raggio congelante che inizialmente paralizza il nemico impedendogli di muoversi e poi lo uccide con potenti colpi del medesimo raggio. Se seguito da diversi missili, è l'unico raggio capace di uccidere i Metroid, sensibili infatti alle basse temperature.
- Raggio Onda: questo raggio a forma di onda è più potente dei raggi normali. Inoltre, può oltrepassare i muri.

### Abilità
- Attacco a Vite: questo potenziamento permette a Samus di attaccare i nemici in salto.
- Stivali Ipersalto: con questi stivali, Samus può saltare più in alto del normale e raggiungere zone altrimenti inaccessibili.
- Termotuta: questo potenziamento aumenta la resistenza di Samus e le permette di camminare nella lava.
- Morfosfera: con questo potenziamento, Samus assume le sembianze di una piccola sfera, che le permette di percorrere passaggi particolarmente stretti.
- Bomba Morfosfera: Samus può depositare alcune bombe quando è in modalità Morfosfera che le permettono sia di attaccare nemici piccoli sia di abbattere alcune barriere. Per liberarsi dall'attacco dei Metroid, sarà indispensabile questo attacco.

### Ricariche
A volte, i nemici uccisi lasciano cadere degli oggetti che possono incrementare le statistiche.
- Sfera di energia: ricaricano l'energia di Samus. Possono ricaricare 5, 10, 20 o 30 unità di energia.
- Munizioni Missili: ricaricano di 2 unità le munizioni dei missili.

### Espansioni
- Serbatoio Energia: aumenta di 99 unità l'energia di Samus. Si può conservare un massimo di sei serbatoi, ma se ne possono trovare 8 nel corso del gioco (eventuali Serbatoi Energia in eccesso si limiteranno a curare al massimo la salute di Samus).
- Serbatoio Missili: aumenta di 5 unità la quantità massima di missili. Ci sono 21 Espansioni Missili e sconfiggendo Ridley e Kraid si possono guadagnare 75 munizioni extra ciascuno per un totale complessivo di 255 munizioni.

## Finali del gioco
Metroid è uno dei primi giochi a contenere più finali. Dopo aver sconfitto Cervello Madre, il gioco presenterà una tra cinque schermate in base al tempo di completamento. Finendo il gioco in un tempo superiore alle 5 ore, Samus abbandonerà il pianeta senza svelare al giocatore che in realtà è una donna. Nel terzo, quarto e quinto finale, al di sotto delle 5 ore, Samus Aran appare senza la tuta, rivelando per la prima volta di essere una donna. Più si sarà stati veloci, e più pezzi della tuta verranno rimossi prima che il personaggio scompaia.

## Versioni
Metroid è stato originariamente pubblicato in formato floppy disk, giocabile attraverso l'espansione Famicom Disk System del Famicom. Questa versione possiede un sistema a salvataggi a tre "slot", simile a quello di The Legend of Zelda: tuttavia, questo sistema non è stato proposto nella versione su cartuccia (dove sarebbe stato necessario un sistema di salvataggio alimentato da una batteria), e sostituito da un sistema di salvataggio "a password" che all'epoca era nuovo nel settore, in cui i giocatori annotano un codice di 24 lettere e lo reimmettono nel gioco quando desiderano continuare una sessione precedente. I codici consentono anche cheat, come "NARPAS SWORD" e "JUSTIN BAILEY".
Oltre alle versioni originali, il gioco è stato riproposto in diversi altri formati:
- come gioco bonus in Metroid Prime e Metroid Fusion, utilizzando il cavo per connettere il GameCube al Game Boy Advance;
- come gioco bonus in "Metroid Zero Mission" (dopo averlo concluso nella difficoltà normale, appare nella voce opzioni con il nome di "Metroid originale");
- per Game Boy Advance, nella collana NES Classic;
- su Wii, attraverso la Virtual Console;
- su Nintendo 3DS, attraverso la Virtual Console;
- su Wii U, attraverso la Virtual Console;
- su Nintendo Switch, giocabile se abbonati al Nintendo Switch Online;

Inoltre è disponibile una demo del gioco su Super Smash Bros. Brawl e Super Smash Bros. per Wii U nella sezione Capolavori.

## Sviluppo
Dopo la pubblicazione di videogiochi a piattaforme di successo negli anni ottanta, tra cui Donkey Kong (1981), Ice Climber (1985), Super Mario Bros. (1985) e il gioco d'avventura acclamato dalla critica The Legend of Zelda (1986), la società iniziò a lavorare su un gioco d'azione. La parola "Metroid" è una combinazione delle parole "metro" e "androide". È stato co-sviluppato dalla divisione Nintendo Research & Development 1 e da Intelligent Systems.
La produzione è stata descritta come un "ambiente di lavoro molto libero" da Tanaka, il quale ha affermato che, pur essendo il compositore, aveva anche fornito suggerimenti per la grafica e aiutato a denominare le aree. Durante lo sviluppo, uno degli sviluppatori propose agli altri: "Ehi, non sarebbe bello se si scoprisse che questa persona all'interno della tuta era una donna?" L'idea venne poi approvata e inserita nel gioco, sebbene il manuale di istruzioni in lingua inglese per il gioco utilizzasse solo il pronome "lui" in riferimento a Samus. Sakamoto in seguito avrebbe affermato che il film horror Alien di Ridley Scott del 1979 era stato "un'enorme influenza" per la realizzazione dell'ambientazione. Lo staff di sviluppo venne infatti influenzato dal lavoro del designer H. R. Giger. Tuttavia, alcuni problemi durante lo sviluppo portarono la presenza di Sakamoto a essere fortemente richiesta dai suoi superiori, sperando che la sua precedente esperienza potesse aiutare la squadra. Sakamoto ha dichiarato di aver trovato un modo per aggirare le risorse e il tempo limitati per sfruttare le risorse già "per creare variazioni e un'esperienza entusiasmante"
Nintendo ha tentato di distinguere Metroid dagli altri giochi rendendolo un gioco basato sull'avventura non lineare, in cui l'esplorazione era una parte cruciale dell'esperienza. Il gioco spesso richiede che il giocatore ripercorra i percorsi per progredire, costringendolo a scorrere lo schermo in tutte le direzioni. Metroid è considerato uno dei primi videogiochi a imprimere una sensazione di disperazione e solitudine nel giocatore e, dopo The Legend of Zelda, ha aiutato a consolidare l'idea di acquisire permanente strumenti per rafforzare i personaggi e progredire nel gioco. Fino ad allora, la maggior parte dei potenziamenti erano solo temporanei e non necessari al completamento del gioco.